# McLay-Gletscher
Der McLay-Gletscher ist ein Gletscher in der antarktischen Ross Dependency. In den Churchill Mountains fließt er in südsüdöstlicher Richtung zum Nursery-Gletscher. Mount Durnford, Mount Stewart und Mount Liard ragen an seiner Nordflanke, der Turk Peak und der Bradshaw Peak an seiner Südflanke auf.
Das New Zealand Antarctic Place-Names Committee benannte den Gletscher am 27. Februar 2003 nach dem neuseeländischen Politiker James Kenneth McLay (* 1945), zu dieser Zeit Justizminister und stellvertretender Premierminister seines Heimatlandes, der sich in seiner Funktion als Bevollmächtigter der neuseeländischen Walfangkommission über neun Jahre lang für das Walfangverbot und gegen den vermeintlich wissenschaftlichen Walfang im Südlichen Ozean einsetzte.